# DIVE!!
『DIVE!!』（ダイブ）は、森絵都による、水泳の飛込み競技を題材とした「スポ根」青春小説。2000年から2002年にかけて、講談社より全4巻が刊行された。第52回小学館児童出版文化賞受賞作。2006年に角川文庫より文庫版（上・下）が発売された。
2003年にNHK-FMの「青春アドベンチャー」でラジオドラマ化、熊澤尚人監督で映画化、2008年6月公開。また、池野雅博作画で漫画化されたものが『週刊少年サンデー』2007年28号より2008年27号まで連載された。2017年より、紅柴るづる作画による新たな漫画版が『ヤングエース』2017年7月号から2018年10月号まで連載された。2018年9月に舞台版が上演された。2021年4月よりテレビ東京「ドラマホリック!」枠にてドラマ化された。

## あらすじ
坂井知季の通うミズキダイビングクラブ（MDC）は赤字経営による存続の危機に陥っていた。窮地に立たされたMDCのもとに現れた、新コーチ・麻木夏陽子が提案したクラブ存続の条件は「次の年のオリンピックにMDCから日本代表選手を送り出す」というものであった。学生ならではの悩みも抱えながら、選考会に向けて、知季たちの過酷な練習の日々が始まった。

## 登場人物
声の項はテレビアニメ版、演の項は映画版のキャストを示す。舞台版のキャストは#キャスト（舞台）を参照。

### 主人公
坂井 知季（さかい ともき）
声 - 梶裕貴、橋本ちなみ（小学生時代） / 映画版 - 林遣都、芦原伊織（幼年時代）/ ドラマ版 - 井上瑞稀（HiHi Jets / ジャニーズJr.）
MDCに在籍する中学生。飛込み歴は6年。天性の柔軟な体と優れた動体視力を誇る「ダイヤモンドの瞳」を持つ。初めは平凡な選手だったが、夏陽子の指導で急速に成長していく。
富士谷 要一（ふじたに よういち）
声 - 櫻井孝宏、藤田奈央（小学生時代） / 映画版 - 池松壮亮、北村匠海（幼年時代） / ドラマ版 - 作間龍斗（HiHi Jets / ジャニーズJr.）
元飛込み選手の両親を持つサラブレッド。小学2年生から飛込みを始めて、現在高校生。3年連続中学生チャンピオンの実績を持つ、MDC一の実力者で裏のボス（サッチン談）。一寸の乱れもない安定した演技が武器。レモンイエローの競パンで試合に出る。
沖津 飛沫（おきつ しぶき）
声 - 中村悠一 / 映画版 - 溝端淳平 / ドラマ版 - 髙橋優斗（HiHi Jets / ジャニーズJr.）
幻の高校生ダイバー。昭和の初めに天才ダイバーと騒がれた、沖津白波の孫。13歳から、海に向かって飛込みをしていた。夏陽子との「契約」でMDCにやって来た。巨体を生かした豪快で勇壮な演技が持ち味。腰に重大な欠陥を抱えている。

### MDCのクラブメイト
丸山 レイジ（まるやま レイジ）
声 - 内山昂輝、内村史子（小学生時代） / 映画版 - 山崎将平 / ドラマ版 - 望月歩
知季と同い年で、同じ頃に飛込みを始めた。神経質なところがあり、演技の際にもジンクスを気にする。
大広 陵（おおひろ りょう）
声 - 逢坂良太 / 映画版 - 福田雄也 / ドラマ版 - 佐久本宝
知季と同い年で、半年遅れで飛込みを始めた。負けず嫌いな性格。昔、要一に試合前に真っ赤な海パンを隠されたことがある（当時は要一が隠したとは知らなかった）。後にとある事情で飛び込みを止め、学校のバスケ部に入部する。
吉田 幸也（よしだ さちや）
声 - 小林裕介 / 映画版 - 村瀬継太
年齢は知季たちより1つ下。趣味はママさんシンクロの人間模様の観察。愛称はサッチン。選考には参加せず、「サポーター」を務める。高所恐怖症である。

### MDCのコーチ
麻木 夏陽子（あさき かよこ）
声 - 名塚佳織 / 映画版 - 瀬戸朝香 / ドラマ版 - 馬場ふみか
MDCに新しくやって来たコーチで中学生の担当。MDCの創設者である、水城真之介の孫。飛込みに関する天性の勘を持つ。MDCのコーチになるため、アメリカでコーチング技術を学んだ。コーチとしての技量は富士谷コーチが保証するほど。まだ結婚願望は捨てていない。
富士谷 敬介（ふじたに けいすけ）
声 - 小西克幸 / 映画版 - 光石研 / ドラマ版 - 村上淳
中学生と小学生の両方を監督する。要一の父で飛込みの元オリンピック選手。父子の間には一定の距離を置いており、実の息子にも関わらず要一を「君」と呼ぶ。
大島 力（おおしま りき）
声 - 羽多野渉
小学生を担当している。津軽から上京してきた飛沫と同居している。飛沫曰く「やたらよくしゃべる上に心配性」。得意料理（唯一のレパートリー）はすき焼き。

### ライバルたち
寺本 健一郎（てらもと けんいちろう）
演 - 寺内健
作中には名前のみ登場する。日本飛込み界のエース。実力が突出しており、代表は確実といわれる。精神的に弱い面がある。
松野 清孝（まつの きよたか）
声 - 小野賢章
基本に忠実で安定した演技をするが、高さやスピードに欠ける。ネガティブな性格で影が薄く、発言もはっきりしない。要一たちと共にアジア合同強化合宿のメンバーに選ばれたが、途中で肩を痛めて帰国した。
ピンキー山田
声 - 杉田智和
本名は山田 篤彦（やまだ あつひこ）。ショッキングピンクの海パンをトレードマークにしている。要一が手放しで絶賛するほど素質には恵まれているが、精神面がもろいため試合の途中で必ずくずれだす。最終的には、キャメル山田となる。
辻 利彦（つじ としひこ）
声 - 蒼井翔太 / 演 - 広瀬斗史輝
もともとは器械体操の選手。美しさやダイナミックな演技を追求するために高い台から跳ぶ選手が多い中、得点を上げるために低い台から飛んでいく(例10mの台と7.5mの台とを往復し、難しい演技で得点を稼ぐ)老獪な（要一に言わせれば「せこい」）選手。
炎のジロー
声 - 河西健吾
本名は平山 二郎（ひらやま じろう）。試合のたびに失敗率100%のスーパーダイブに挑み続ける。そして、失敗して水に叩きつけられ、試合が進むごとに体が真っ赤な炎のように腫れあがっていく。要一が目立つことに関して唯一負けを認める相手。

### 北京合宿の参加者（漫画版のみ）
原作では詳しく描かれていない北京合宿編に登場する漫画オリジナルのキャラクター。
秋月 湊（あきつき みなと）
中学選手権女子の優勝者。幼少の頃はバレエをしていたが、両親が自分をおいて失踪したのを期に心を閉ざすようになった。ある時何気なく見ていた飛込の試合での知季の姿に心を打たれて飛込を始めるようになり、あっという間に要一が認めるほどのトップクラスの実力の持ち主となった。知季の影響で心を開きつつある。
中村 喜久江（なかむら きくえ）
高校2年生。ADC（アスカダイビングクラブ）大阪の選手。貧乳。
俵屋 町子（たわらや まちこ）
高校3年生。喜久江同様にADC大阪の選手。大阪人気質でどんな時もツッコミを忘れない。
黄 糧（こう りゃん）
中華飛行隊の選手。攻撃的な性格で日本の選手に対しては口が極めて悪い。しかし、それだけあって実力も相当なものである。知季をとりわけ敵視している。「黄虎（ファンフー）」の異名を持つ。
戴 易辰（たい えきしん）
中華飛行隊の選手。黄糧ほど口は悪くないが嫌味な性格で日本の選手を見下している。「白龍（パイロン）」の異名を持つ。
孫（そん）
かつての金メダリストで多くのメダリストを育てた名コーチ。黄糧らのコーチでもある。老眼だが、その代わり音だけで飛び込みの良し悪しを判断する事が出来る。知季の活躍に期待している。

### 知季の関係者
坂井 弘也（さかい ひろや）
声 - 木村良平 / 映画版 - 池田純矢 / ドラマ版 - 前田旺志郎
知季の弟で、早生まれ（知季が4月、弘也が次の年の3月）なので同学年。兄弟というより仲の良い友達といった関係だったが、彼が未羽と付き合いだしたことで、陰険な態度になる。未羽のことが好きで、知季とうまくいっていない未羽に積極的にアプローチする。
野村 未羽（のむら みう）
声 - 日高里菜 / 映画版 - 瓜生美咲 / ドラマ版 - 田鍋梨々花
知季、弘也と同学年。中学1年の春に知季に告白して付き合いだした。だが、後に弘也と内緒で付き合っていることが発覚する。
坂井 恵（さかい めぐみ）
声 - 竹内恵美子 / 映画版 - 角南範子 / ドラマ版 - 宮本真希
知季、弘也の母親。
坂井 久志（さかい ひさし）
声 - 田所陽向 / 映画版 - 佐藤恒治 / ドラマ版 - 野間口徹
知季、弘也の父親。
チクワ
声 - 下野紘

### 飛沫の関係者
西川 恭子（にしかわ きょうこ）
声 - 山本希望 / 演 - 蓮佛美沙子 / ドラマ版 - 藤原さくら
飛沫の2つ年上の恋人。以前は男を漁るような恋愛をしていたが、飛沫と付き合いだしてからは一本気になり、その悪癖も止んでいる。
文さん（あやさん）
恭子の祖母。飛沫と恭子の味方である。現実主義者。
沖津 白波（おきつ しらは）
声 - 高橋英則 / 演 - 山本敬樹
伝説のダイバー。体の出来上がっていない時期から過酷な飛込みを重ねてきたため、飛沫と同じように腰に故障を抱えていた。引退後、孫の飛沫に飛込みを教え込んだ。飛沫の父と共に嵐の海に呑み込まれて死んだ。飛沫に、ビデオを残している。

### その他の飛込み関係者
水城 真之介（みずき しんのすけ）
声 - 石川界人
夏陽子の祖父。大手スポーツメーカー、ミズキの元会長。ベルリンオリンピックに日本飛込み陣のチームリーダーとして出場した。世界に通用する飛込み選手を育てるため、沖津白波をスカウトした。白波が引退してからは、商売に専念し、飛込みのことは忘れていた。しかし、白波の死を知らされ、駆けつけた津軽で飛沫と出会う。その出会いに宿命を感じ、MDCを創設した。結局、飛沫のことは説得できないうちに亡くなった。
富士谷 頼子（ふじたに よりこ）
声 - 乃神亜衣子 / ドラマ版 - 和田光沙
敬介の妻で、要一の母。旧姓は仲野。元「飛込み界のマドンナ」。現在は日水連の仕事をしている。現役時代に前原会長からセクハラを受けたことがあり、それ以来の前原アンチ。
前原 一朗（まえはら いちろう）
声 - 大塚明夫 / 演 - 江守徹
日水連の現会長。78歳。元競泳選手だがオリンピックには縁がなかった。メダルに対する執念から「メダルの鬼」とも呼ばれる。

## 既刊一覧

### 小説
- 講談社刊
  1. DIVE!! 1 - 前宙返り3回半抱え型 ISBN 978-4-06-210192-9
  2. DIVE!! 2 - スワンダイブ ISBN 978-4-06-210520-0
  3. DIVE!! 3 - SSスペシャル'99 ISBN 978-4-06-210857-7
  4. DIVE!! 4 - コンクリート・ドラゴン ISBN 978-4-06-211414-1
- 角川書店刊
  1. DIVE!! 上 （1・2巻分） ISBN 978-4-04-379103-3
  2. DIVE!! 下 （3・4巻分） ISBN 978-4-04-379104-0

### 漫画
- 小学館刊
  1. DIVE!! 1 ISBN 978-4-09-121208-5
  2. DIVE!! 2 ISBN 978-4-09-121269-6
  3. DIVE!! 3 ISBN 978-4-09-121383-9
  4. DIVE!! 4 ISBN 978-4-09-121425-6
  5. DIVE!! 5 ISBN 978-4-09-121440-9
- KADOKAWA刊
  1. DIVE!! 1 ISBN 978-4-04-105897-8
  2. DIVE!! 2 ISBN 978-4-04-107156-4
  3. DIVE!! 3 ISBN 978-4-04-107157-1

## 映画
2008年6月14日公開。林遣都、池松壮亮、溝端淳平の10代の若手俳優3人が主演を務めた。

### キャスト
- 坂井知季 - 林遣都
- 富士谷要一 - 池松壮亮
- 沖津飛沫 - 溝端淳平
- 麻木夏陽子 - 瀬戸朝香
- 丸山レイジ - 山崎将平
- 大広陵 - 福田雄也
- 吉田幸也 - 村瀬継太
- 鈴木英雄 - 小野賢章
- 井上大介 - 椎名鯛造
- 辻利彦 - 広瀬斗史輝
- 坂井弘也 - 池田純矢
- 野村未羽 - 瓜生美咲
- 幼年時代の知季 - 芦原伊織
- 幼年時代の要一 - 北村匠海
- 知季の友人 - 山田健太
- 西川恭子 - 蓮佛美沙子
- 川口コーチ - 金戸恵太
- 孫コーチ - 候偉
- 沖津白波 - 山本敬樹
- ニュースキャスター - 高井康子
- 実況アナウンサー - 中尾俊直
- 大会解説者 - 末弘昭人
- 寺本健一郎 - 寺内健
- 富士谷順子 - 筒井真理子
- 坂井久志 - 佐藤恒治
- 坂井恵 - 角南範子
- 富士谷敬介 - 光石研
- 前原一朗 - 江守徹

### スタッフ
- 監督：熊澤尚人
- 製作：井上泰一
- エグゼクティブ・プロデューサー：井上文雄
- プロデューサー：岡田和則、中村陽介
- 協力プロデューサー：樋口慎祐、久保田修
- 脚本：戸田山雅司、林民夫
- 撮影：佐光朗（J.S.C.）
- 証明：加藤弘行
- 美術：柴田博英
- 録音：横溝正俊
- 音響効果：柴崎憲治
- 編集：阿部亙英
- スクリプター：赤澤環
- 助監督：阿部溝良
- 制作担当：山下秀治、中村秀康
- エキストラなど協力　日本体育大学・天理大学水泳部飛込部員など
- 製作：「ダイブ!!」製作委員会（角川映画、日本映画ファンド、NTTドコモ、C&Iエンタテインメント、WOWOW、読売新聞）

### 主題歌
- 『SKY』 大橋卓弥

## テレビアニメ
2017年7月より9月まで、フジテレビ「ノイタミナ」ほかにて放送された。アニメーション制作は『バッテリー』のゼロジーが担当した。
同年11月22日に全12話を収録したBlu-ray Disc BOX 完全生産限定版（ANZX-13681〜6）およびDVD BOX 完全生産限定版（ANZB-13681〜6）が発売された。

### スタッフ（アニメ）
- 原作 - 森絵都[6]
- 監督 - 鈴木薫[6]
- シリーズ構成 - 待田堂子[6]
- キャラクター原案 - ヤスダスズヒト[6]
- アニメーションキャラクターデザイン - 谷津美弥子[6]
- 総作画監督 - 谷津美弥子、草間英興
- 美術監督 - 榊枝利行、根本洋行
- プロップデザイン - 小川浩
- エフェクト監督 - 山根まさひろ
- 撮影監督 - 今泉秀樹
- 3DCGディレクター - さとうふみかず
- 色彩設計 - 山本未有
- 編集 - 宇都宮正記
- 音楽 - 林ゆうき、KOHTA YAMAMOTO[6]
- 音楽プロデューサー - 佐野弘明、舩橋宗寛
- 音楽制作 - フジパシフィックミュージック
- 音響監督 - 岩浪美和
- チーフプロデューサー - 山本幸治、三宅将典
- プロデューサー - 木村誠、林健一
- アニメーションプロデューサー - 先川幸矢、宮城夢乃
- アニメーション制作 - ゼロジー[6]
- 制作 - アニメ「DIVE!!」製作委員会[6]（フジテレビジョン、アニプレックス、DMM pictures、電通）

### 主題歌（アニメ）
オープニングテーマ「太陽もひとりぼっち」
作詞 - Qyoto、+d / 作曲 - Qyoto、O、K、+d / 編曲 - Qyoto、T、M、+d / 歌 - Qyoto
エンディングテーマ「NEW WORLD」
作詞・歌 - 橋本裕太 / 作曲・編曲 - Brandon Seibert

### 各話リスト
| 話数       | サブタイトル         | 脚本     | 絵コンテ     | 演出                | 作画監督                                                                                    |
| ---------- | -------------------- | -------- | ------------ | ------------------- | ------------------------------------------------------------------------------------------- |
| episode 01 | DIVE TO BLUE         | 待田堂子 | 鈴木薫       | 鈴木薫              | 植田羊一                                                                                    |
| episode 02 | CONCENTRATION DRAGON | 待田堂子 | 佐藤文和     | 殿水敦子            | 志賀道憲、宇都木勇、横田和彦                                                                |
| episode 03 | ENTER SHIBUKI        | 大野敏哉 | 西本由紀夫   | 秦義人              | なかじまちゅうじ、臼田美夫 羽野広範                                                         |
| episode 04 | THE STRONG MEN       | 待田堂子 | 追崎史敏     | 宇都宮正記          | 藤田正幸、波風立志                                                                          |
| episode 05 | THE DAYS OF GRAY     | 待田堂子 | 植田羊一     | 白石道太            | 志賀道憲、横田和彦 宇津木勇、飯飼一幸                                                       |
| episode 06 | DIAMOND EYES         | 大野敏哉 | 羽多野浩平   | 倉谷涼一 羽多野浩平 | 中野彰子、西村元秀、藤原潤 藤田正幸、狩野都                                                 |
| episode 07 | DEAR FRIENDS         | 待田堂子 | 西本由紀夫   | 殿水敦子            | 植田羊一、横田和彦、谷津美弥子                                                              |
| episode 08 | SO I ENVY YOU!       | 大野敏哉 | 古川順康     | 室谷靖              | 冨永拓生、川上暢彦、大坊佳代 河野眞也、大城美幸、鎌田均 UNION CHO、Yu Bonghyun Cha Sanghoon |
| episode 09 | NEXT STAGE COMING    | 待田堂子 | 佐藤文和     | 佐々木純人          | 藤田正幸、北村友幸、安田好孝                                                                |
| episode 10 | MEET THE MONSTER     | 大野敏哉 | 沖田宮奈     | 前園文夫            | 飯飼一幸、小林一三 桜井木ノ実、こかいゆうじ                                                 |
| episode 11 | FINAL STAGE          | 待田堂子 | 中野りょうこ | 中野りょうこ        | 飯飼一幸、藤田正幸、西村元秀                                                                |
| episode 12 | CONCRETE DRAGON      | 待田堂子 | 植田羊一     | 倉谷涼一            | 植田羊一、加野晃、冨永拓生 谷津美弥子、山下敏成 山根まさひろ、横田和彦                      |

### 放送局（アニメ）
| 放送期間                | 放送時間                     | 放送局             | 対象地域       | 備考     |
| ----------------------- | ---------------------------- | ------------------ | -------------- | -------- |
| 2017年7月7日 - 9月22日  | 金曜 0:55 - 1:25（木曜深夜） | フジテレビ         | 関東広域圏     | 製作参加 |
|                         |                              | 岩手めんこいテレビ | 岩手県         |          |
|                         |                              | さくらんぼテレビ   | 山形県         |          |
|                         | 金曜 1:20 - 1:50（木曜深夜） | 秋田テレビ         | 秋田県         |          |
|                         | 金曜 1:30 - 2:00（木曜深夜） | テレビ愛媛         | 愛媛県         |          |
|                         | 金曜 1:35 - 2:05（木曜深夜） | テレビ静岡         | 静岡県         |          |
|                         | 金曜 1:45 - 2:15（木曜深夜） | 新潟総合テレビ     | 新潟県         |          |
|                         |                              | テレビ熊本         | 熊本県         |          |
|                         | 金曜 1:55 - 2:25（木曜深夜） | 福島テレビ         | 福島県         |          |
|                         |                              | 関西テレビ         | 近畿広域圏     |          |
|                         |                              | テレビ新広島       | 広島県         |          |
|                         |                              | テレビ西日本       | 福岡県         |          |
|                         | 金曜 2:05 - 2:35（木曜深夜） | 鹿児島テレビ       | 鹿児島県       |          |
|                         | 金曜 2:10 - 2:40（木曜深夜） | 仙台放送           | 宮城県         |          |
|                         |                              | 東海テレビ         | 中京広域圏     |          |
| 2017年7月8日 - 9月23日  | 土曜 0:55 - 1:25（金曜深夜） | サガテレビ         | 佐賀県         |          |
| 2017年7月10日 - 9月25日 | 月曜 2:25 - 2:55（日曜深夜） | 北海道文化放送     | 北海道         |          |
| 2017年7月12日 - 9月27日 | 水曜 1:55 - 2:25（火曜深夜） | 長野放送           | 長野県         |          |
| 2017年8月15日 - 11月7日 | 火曜 1:25 - 1:55（月曜深夜） | 山陰中央テレビ     | 鳥取県・島根県 |          |

| 配信期間               | 配信時間                  | 配信サイト             | 備考                                |
| ---------------------- | ------------------------- | ---------------------- | ----------------------------------- |
| 2017年7月7日 - 9月22日 | 金曜 3:00（木曜深夜）更新 | Amazonプライム・ビデオ | 第1話は7月6日（木）0:00から先行配信 |

| フジテレビ ノイタミナ   | フジテレビ ノイタミナ | フジテレビ ノイタミナ |
| 前番組                  | 番組名                | 次番組                |
| ----------------------- | --------------------- | --------------------- |
| 冴えない彼女の育てかた♭ | DIVE!!                | いぬやしき            |

## 舞台
「DIVE!!」The STAGE!!というタイトルで、2018年9月20日から30日にシアター1010、10月6・7日に森ノ宮ピロティホールで上演された。
2019年1月にはDMM picturesよりBlu-ray/DVDが発売されている。

### キャスト（舞台）
- 坂井知季 - 納谷健[9]
- 富士谷要一 - 牧島輝[9]
- 沖津飛沫 - 財木琢磨[9]
- 大広陵 - 杉江大志[9]
- 丸山レイジ - 高橋健介[9]
- 麻木夏陽子 - 名塚佳織[9]
- 山田篤彦 - 安達勇人[9]
- 平山二郎 - 宮城紘大[9]
- 松野清孝 - 瀬戸祐介[9]
- 辻利彦 - 西野太盛[9]
- 富士谷敬介 - 唐橋充[9]
- 坂井弘也 - 鷹野凌大[9]
- 野村未羽 - 大島涼花[9]
- 西川恭子 - 藤岡沙也香[9]
- 前原一朗 - 光宣[9]

### スタッフ（舞台）
- 脚本・演出 - 伊勢直弘[9]
- 協力 - アニメ「DIVE!!」製作委員会[9]
- 主催 - 「DIVE!!」The STAGE!!製作委員会[9]

## テレビドラマ
2021年4月15日（14日深夜）から7月1日（6月30日深夜）までテレビ東京系の深夜ドラマ枠「ドラマホリック!」枠で木曜 0:00 - 0:40（水曜深夜）に放送。主演は井上瑞稀、髙橋優斗、作間龍斗（HiHi Jets）。

### キャスト（テレビドラマ）
- 坂井知季 - 井上瑞稀（HiHi Jets /ジャニーズJr.）
- 富士谷要一 - 作間龍斗（HiHi Jets / ジャニーズJr.）
- 沖津飛沫 - 髙橋優斗（HiHi Jets / ジャニーズJr.）
- 麻木夏陽子 - 馬場ふみか[11]
- 丸山レイジ - 望月歩[12]
- 大広陵 - 佐久本宝[12]
- 野村未羽 - 田鍋梨々花[12]
- 坂井弘也 - 前田旺志郎[12]
- 西川恭子 - 藤原さくら[13]
- 山田篤彦 - 兵頭功海 [14]
- 小宮静人 - 大東駿介[12]
- 坂井久志 - 野間口徹[12]
- 坂井恵 - 宮本真希
- 富士谷頼子 - 和田光沙
- 富士谷敬介 - 村上淳[11]

### スタッフ（テレビドラマ）
- 監督 - 瑠東東一郎、久万真路
- 脚本 - 加藤綾子、加藤法子、政池洋佑
- 主題歌 - HiHi Jets『青にDIVE』[12]
- 音楽 - 瀬川英史
- 飛込監修 - 金戸恵太
- 協力 - 日本水泳連盟、セントラルスポーツ、ミズノ
- ロケ協力 - 千葉県フィルムコミッション、千葉県国際総合水泳場、千葉県立千葉大宮高等学校
- 技術協力 - ビデオフォーカス、ジースタッフ
- 美術協力 - フジアール
- 照明協力 - ロケット
- チーフプロデューサー - 山鹿達也（テレビ東京）
- プロデューサー - 倉地雄大（テレビ東京）、木下真梨子（テレビ東京）、清家優輝、岸川正史
- 協力プロデューサー - 都志修平（ジェイ・ストーム）
- 制作 - テレビ東京、ジェイ・ストーム、ファインエンターテイメント
- 製作著作 - ドラマ「DIVE!!」製作委員会

### 放送日程
| 話数   | 放送日  | ラテ欄 | 脚本                | 監督       |
| ------ | ------- | ------ | ------------------- | ---------- |
| 第1話  | 4月15日 |        | 加藤綾子            | 瑠東東一郎 |
| 第2話  | 4月22日 |        | 加藤綾子            | 瑠東東一郎 |
| 第3話  | 4月29日 |        | 加藤綾子            | 久万真路   |
| 第4話  | 5月6日  |        | 加藤綾子            | 久万真路   |
| 第5話  | 5月13日 |        | 加藤綾子            | 久万真路   |
| 第6話  | 5月20日 |        | 加藤綾子            | 瑠東東一郎 |
| 第7話  | 5月27日 |        | 政池洋佑            | 瑠東東一郎 |
| 第8話  | 6月3日  |        | 政池洋佑            | 谷口仁則   |
| 第9話  | 6月10日 |        | 政池洋佑            | 松下敏也   |
| 第10話 | 6月17日 |        | 政池洋佑            | 松下敏也   |
| 第11話 | 6月24日 |        | 加藤綾子 瑠東東一郎 | 瑠東東一郎 |
| 最終話 | 7月1日  |        | 加藤綾子 瑠東東一郎 | 瑠東東一郎 |

### 放送局（テレビドラマ）
| 放送局         | 放送日時                     | 放送期間                                           | 系列                  | ネット状況 | 備考                              |
| -------------- | ---------------------------- | -------------------------------------------------- | --------------------- | ---------- | --------------------------------- |
| テレビ東京     | 木曜 0:00 - 0:40（水曜深夜） | 2021年4月15日（14日深夜） - 7月01日（6月30日深夜） | テレビ東京系          | 製作局     |                                   |
| テレビ大阪     | 木曜 0:00 - 0:40（水曜深夜） | 2021年4月15日（14日深夜） - 7月01日（6月30日深夜） | テレビ東京系          | 同時ネット |                                   |
| テレビ愛知     | 木曜 0:00 - 0:40（水曜深夜） | 2021年4月15日（14日深夜） - 7月01日（6月30日深夜） | テレビ東京系          | 同時ネット |                                   |
| テレビ北海道   | 木曜 0:00 - 0:40（水曜深夜） | 2021年4月15日（14日深夜） - 7月01日（6月30日深夜） | テレビ東京系          | 同時ネット |                                   |
| テレビせとうち | 木曜 0:00 - 0:40（水曜深夜） | 2021年4月15日（14日深夜） - 7月01日（6月30日深夜） | テレビ東京系          | 同時ネット |                                   |
| TVQ九州放送    | 木曜 0:00 - 0:40（水曜深夜） | 2021年4月15日（14日深夜） - 7月01日（6月30日深夜） | テレビ東京系          | 同時ネット |                                   |
| テレビ和歌山   | 木曜 0:00 - 0:40（水曜深夜） | 2021年4月15日（14日深夜） - 7月01日（6月30日深夜） | 独立局                | 同時ネット | 途中休止を挟み、のちに2話連続放送 |
| びわ湖放送     | 木曜 0:00 - 0:42（水曜深夜） | 2021年4月15日（14日深夜） - 7月01日（6月30日深夜） | 独立局                | 同時ネット |                                   |
| 青森テレビ     | 火曜 0:55 - 1:35（月曜深夜） | 2021年6月29日（28日深夜） - 9月14日（13日深夜）    | TBS系                 | 遅れネット |                                   |
| BSテレ東（2K） | 月曜 0:35 - 1:15（日曜深夜） | 2021年7月05日（04日深夜） - 9月20日（19日深夜）    | テレビ東京系列 BS放送 | 遅れネット |                                   |
| BSテレ東4K     | 月曜 0:35 - 1:15（日曜深夜） | 2021年7月05日（04日深夜） - 9月20日（19日深夜）    | テレビ東京系列 BS放送 | 遅れネット | 4Kアップコンバートで放送          |
| 奈良テレビ     | 水曜 9:50 - 10:40            | 2023年5月24日 -                                    | 独立局                | 遅れネット |                                   |

| テレビ東京系列 ドラマホリック!                                                   | テレビ東京系列 ドラマホリック!                                   | テレビ東京系列 ドラマホリック!                  |
| 前番組                                                                           | 番組名                                                           | 次番組                                          |
| -------------------------------------------------------------------------------- | ---------------------------------------------------------------- | ----------------------------------------------- |
| ゲキカラドウ （2021年1月7日 - 3月25日） - ※ここまで0:12 - 0:52での放送           | DIVE!! （2021年4月15日 - 7月1日） - ※ここから0:00 - 0:40での放送 | ただ離婚してないだけ （2021年7月8日 - 9月30日） |
| テレビ東京系列 木曜0:00 - 0:12枠（水曜深夜）                                     |                                                                  |                                                 |
| 追跡LIVE! Sports ウォッチャー ※前日23:58 - 0:12 【3分繰り上げ・9分縮小して継続】 | DIVE!! 【ここから『ドラマホリック!』枠】                         | ただ離婚してないだけ                            |